# ناحیه قلتة سیدی سعد
ناحیه قلتة سیدی سعد (به عربی: دائرة قلتة سیدی سعد) یک شهرستان در الجزایر است که در استان الاغواط واقع شده‌است.